# Ukraińska Rada Narodowa (1941)
Ukraińska Rada Narodowa (UNR) – organizacja polityczno-społeczna, utworzona 5 października 1941 w Kijowie przez OUN-M.
Przewodniczącym UNR był Mykoła Wełyczkiwskyj, sekretarzami I. Dubyna i Osyp Bojdunyk. W skład Rady wchodzili ponadto: gen. Mykoła Kapustianśkyj, Ołeh Kandyba, Ołeh Sztul. W listopadzie 1941 władze Reichskommissariat Ukraine rozwiązały Radę, przeszła więc do podziemia, i działała tak do 1943.
Również we Lwowie działała Ukraińska Rada Narodowa pod przewodnictwem Kostia Łewyckiego.
29 kwietnia 1944 UNR wraz z przedstawicielami Sejmu Ukrainy Karpackiej i lwowskiej Ukraińskiej Rady Narodowej utworzyła Wszechukraińską Radę Narodową pod przewodnictwem Mykoły Wełyczkiwskiego. Jego zastępcami zostali metropolita Andrzej Szeptycki i Augustyn Sztefan.
Próby stworzenia przez UNR i Ukraińską Główną Radę Wyzwoleńczą (UHWR) w jesieni 1944 w Bratysławie wspólnej platformy zakończyły się niepowodzeniem i WUNR od 1946 prowadziła swoją działalność na emigracji.